# Ágasegyháza
Ágasegyháza (hongrois : Ágasegyháza [ˈaːɡɒʃɛɟhaːzɒ]) est une localité hongroise située dans le comitat de Bács-Kiskun.

## Site et localisation

### Géologie et géomorphologie
Ágasegyháza est située à 21 kilomètres à l’ouest de Kecskemét, au cœur du Parc national de Kiskunság. Une partie importante de son territoire administratif, notamment sa section sud-est représentant environ un quart de la commune, appartient à la zone protégée des prés d’Orgovány (Orgoványi rétek). Au nord, la commune est bordée par la région des dunes de Fülöpháza (Fülöpházi buckavidék), une autre zone naturelle préservée.

## Histoire
D’après les découvertes archéologiques, la région d’Ágasegyháza était déjà habitée à l’Antiquité.
À l’époque arpadienne, le territoire était occupé par les Coumans, comme l'atteste sa première mention écrite datant de 1353.
Durant l’occupation ottomane, la localité, autrefois prospère, fut entièrement détruite. Elle resta inhabitée jusqu’au début du XIXe siècle, et même au début des années 1800, elle demeurait une terre en friche.
À partir des années 1810, le site fut rattaché au territoire extérieur de Kecskemét. Ce n’est qu’en 1952 qu’Ágasegyháza acquit le statut de commune indépendante.

## Population

### Minorités culturelles et religieuses
En 2001, 98,4 % des habitants d’Ágasegyháza se déclaraient Hongrois, tandis que 0,7 % s’identifiaient comme Allemands, 0,2 % comme Croates et 0,2 % comme Roumains.
Concernant l’appartenance religieuse, 77,6 % de la population se déclarait catholique romaine, 0,9 % grecque-catholique, 15,3 % réformée et 0,2 % évangélique. Environ 1,8 % se déclaraient sans confession, tandis que 3,8 % n’ont pas répondu.
Lors du recensement de 2011, 97,4 % des habitants s’identifiaient comme Hongrois, 1,1 % comme Allemands, 1,5 % comme Roumains et 0,3 % comme Serbes. En raison des identités multiples, le total peut dépasser 100 %. 2,3 % des habitants n’ont pas souhaité répondre.
Sur le plan religieux, 66,3 % de la population se déclarait catholique romaine, 14,6 % réformée, 0,7 % évangélique et 0,2 % grecque-catholique. Environ 5,1 % se déclaraient sans appartenance religieuse, tandis que 11,8 % n’ont pas répondu.
En 2022, 89,7 % des habitants se déclaraient Hongrois, 1,1 % Ukrainiens et 1,1 % Allemands. De plus, 0,4 % se déclaraient Roumains, 0,2 % Slovaques, 0,2 % Roms, 0,1 % Croates et 0,1 % Polonais. 1,1 % appartenaient à d'autres nationalités non hongroises, et 8,8 % des habitants n’ont pas souhaité répondre.
Concernant la religion, 38,5 % de la population se déclarait catholique romaine, 11 % réformée, 1,2 % orthodoxe, 0,9 % grecque-catholique, 0,5 % évangélique et 0,5 % affiliée à une autre confession chrétienne. 1,1 % se déclaraient d’une autre branche du catholicisme et 9 % sans appartenance religieuse, tandis que 37,2 % des habitants n’ont pas répondu.

## Équipements

### Réseaux extra-urbains
L’accès routier principal à Ágasegyháza se fait via la route 5301, qui se détache de la route nationale 52, reliant Kecskemét à Dunaföldvár, et mène vers Izsák et Kalocsa. Autrefois, la commune était desservie par la ligne ferroviaire Fülöpszállás–Kecskemét, avec une gare propre, mais le service ferroviaire a été supprimé en 2007.

## Organisation administrative
La commune d’Ágasegyháza comprend plusieurs zones extérieures (külterület), parmi lesquelles Bajcsy-Zsilinszky út külterülete, Galambháza, Kossuth út külterülete, Sándortelep et Zsombosdűlő. Ces hameaux et secteurs périphériques ont joué un rôle important dans l’occupation du territoire communal. En 2001, leur population totale s’élevait à 520 habitants.